# Comuna Ljungby
Ljungby (Ljungby kommun) este o comună din comitatul Kronobergs län, Suedia, cu o populație de 27.277 locuitori (2013).

## Geografie

### Zone urbane
Lista celor mai mari zone urbane din comună (anul 2015) conform Biroului Central de Statistică al Suediei:
| Nr | Zona urbană | Pop.   |
| -- | ----------- | ------ |
| 1  | Ljungby     | 15.785 |
| 2  | Lagan       | 1.550  |
| 3  | Ryssby      | 691    |
| 4  | Lidhult     | 665    |
| 5  | Kånna       | 324    |
| 6  | Vittaryd    | 304    |
| 7  | Angelstad   | 247    |

## Demografie
| \| Evoluția demografică în comuna Ljungby, 1970–2015 \| Evoluția demografică în comuna Ljungby, 1970–2015 \| Evoluția demografică în comuna Ljungby, 1970–2015 \| Evoluția demografică în comuna Ljungby, 1970–2015 \| Evoluția demografică în comuna Ljungby, 1970–2015 \| \| ----------------------------------------------------------------------------------------------------- \| ------------------------------------------------- \| ------------------------------------------------- \| ------------------------------------------------- \| ------------------------------------------------- \| \| An \| \| \| Locuitori \| \| \| 1970 \| 1970 \| \| 26079 \| 26079 \| \| 1975 \| 1975 \| \| 26264 \| 26264 \| \| 1980 \| 1980 \| \| 27409 \| 27409 \| \| 1985 \| 1985 \| \| 27234 \| 27234 \| \| 1990 \| 1990 \| \| 27490 \| 27490 \| \| 1995 \| 1995 \| \| 27601 \| 27601 \| \| 2000 \| 2000 \| \| 27078 \| 27078 \| \| 2005 \| 2005 \| \| 27093 \| 27093 \| \| 2010 \| 2010 \| \| 27297 \| 27297 \| \| 2015 \| 2015 \| \| 27638 \| 27638 \| \| Sursa: SCB - Statistika Centralbyrån, Folkmängd efter region, civilstånd, ålder och kön. År 1968–2016 \| \| \| \| \| |      |  |           |       |
| Evoluția demografică în comuna Ljungby, 1970–2015 |      |  |           |       |
| An |      |  | Locuitori |       |
| 1970 | 1970 |  | 26079     | 26079 |
| 1975 | 1975 |  | 26264     | 26264 |
| 1980 | 1980 |  | 27409     | 27409 |
| 1985 | 1985 |  | 27234     | 27234 |
| 1990 | 1990 |  | 27490     | 27490 |
| 1995 | 1995 |  | 27601     | 27601 |
| 2000 | 2000 |  | 27078     | 27078 |
| 2005 | 2005 |  | 27093     | 27093 |
| 2010 | 2010 |  | 27297     | 27297 |
| 2015 | 2015 |  | 27638     | 27638 |
| Sursa: SCB - Statistika Centralbyrån, Folkmängd efter region, civilstånd, ålder och kön. År 1968–2016 |      |  |           |       |